# 圣让普奇
圣让普奇（法語：Saint-Jean-Poutge，法語發音：[sɛ̃ ʒɑ̃ pudʒ]）是法国热尔省的一个市镇，位于该省中部，属于欧什区。

## 地理
圣让普奇（43°43'33"N, 0°22'39"E）面积10.8 平方千米，位于法国奧克西塔尼大區热尔省，该省份为法国西南部内陆省份，北起顺时针与洛特-加龙省、塔恩-加龙省、上加龙省、上比利牛斯省、大西洋比利牛斯省和朗德省接壤。
与圣让普奇接壤的市镇（或旧市镇、城区）包括：比朗、卡亚韦、热甘、巴伊斯河畔圣保罗、维克弗藏萨克。
圣让普奇的时区为UTC+01:00、UTC+02:00（夏令时）。

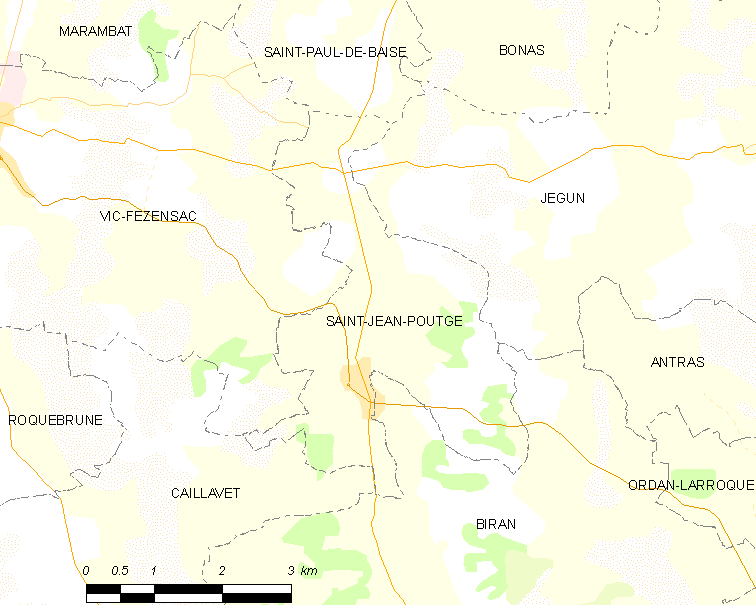
圣让普奇的OSM定位图

## 行政
圣让普奇的邮政编码为32190，INSEE市镇编码为32382。

## 政治
圣让普奇所属的省级选区为弗藏萨克县。

## 交通
法国国道N124线和热尔省省道D939线在境内交汇。

## 人口

1962-2008年间圣让普奇人口变化图示

圣让普奇于2022年1月1日时的人口数量为310人。